# USS LST-802
O USS LST-802 foi um navio de guerra norte-americano da classe LST que operou durante a Segunda Guerra Mundial.